# Georges Malbrunot
Georges Malbrunot, né le 2 avril 1962 à Montaiguët-en-Forez (Allier), est un journaliste français, spécialiste du Moyen-Orient et du conflit israélo-palestinien. Grand reporter au Figaro, il est pris en otage en 2004, pendant plusieurs mois, par l'Armée islamique en Irak avec son confrère Christian Chesnot.

## Biographie

### Formation
En 1986, Georges Malbrunot sort diplômé de l'Institut pratique du journalisme (IPJ).

### Parcours professionnel
Il aborde le métier en rédigeant des articles pour le journal La Croix au service « politique intérieure ».
Il se rend une première fois en Israël en 1987 lors de la Première Intifada.
À partir de 1994, l'année des accords d'Oslo, il s'installe au Proche-Orient et 20 ans durant va sillonner la région en tant que correspondant pour l'AFP, pour des journaux français tels que Le Figaro, La Croix, Ouest-France, ainsi que pour Europe 1 et RTL.
En 2003, à la suite du renversement de Saddam Hussein, il s'installe à Bagdad en Irak.
Le 20 août 2004, Georges Malbrunot, son confrère Christian Chesnot, ainsi que le fixeur syrien Mohammed Al-Joundi sont enlevés par l'Armée islamique en Irak alors qu'ils tentaient de se rendre à Nadjaf. Leurs ravisseurs demandent officiellement l'abrogation de la loi française sur les signes religieux dans les écoles publiques. Le 21 décembre 2004, après cent vingt-quatre jours de détention, soit quatre mois plus tard, les deux journalistes français sont libérés,. D'après un article de LCI, citant le journal The Times, la France aurait versé 15 millions de dollars (soit 11,8 millions d'euros) pour leur libération.
Après sa libération, Georges Malbrunot poursuivi sa carrière de journaliste en se spécialisant dans les questions géopolitiques du Moyen-Orient. Il devient grand reporter au Figaro.
En parallèle de son activité journalistique, il a coécrit plusieurs ouvrages avec Christian Chesnot, dont Qatar Papers en 2019, qui explore l'influence de l'ONG islamique Qatar Charity en Europe et en France. En 2022, il publie Le déclassement français, toujours en collaboration avec Christian Chesnot, où ils analysent le recul de la position française au Moyen-Orient et au Maghreb. 
En 2023, la Fondation Varenne lui décerne le Prix Varenne de la presse quotidienne nationale pour ses reportages en Iran et en Arabie saoudite.
En 2024, il publie avec Christian Chesnot l'ouvrage MBS confidentiel, une enquête sur la stratégie déployée par le prince Mohammed Ben Salmane pour transformer l’Arabie saoudite.

## Polémiques

### Mort du journaliste Gilles Jacquier
Après une enquête rapide, Georges Malbrunot publie en 2012 des articles qui attribuent la mort du journaliste Gilles Jacquier à l'opposition syrienne,. Cette enquête, basée sur une source anonyme, présentée comme « proche du dossier au ministère de la Défense à Paris », pour qui « tous les services spécialisés ainsi que les diplomates de l’ambassade de France à Damas sont d’accord avec cette conclusion », est aussitôt démentie par le Ministère de la Défense et du gouvernement français. Cette version est également contestée par les confrères et la compagne de Gilles Jacquier, présents sur les lieux, et qui affirment qu'il s'agit d'un crime organisé par le régime syrien, thèse plus tard étayée par de nouveaux témoignages, y compris d'un déserteur des services de renseignement syriens, et de documents contredisant la version de Georges Malbrunot,,,,. Georges Malbrunot maintient ses informations.

### Relations avec la Syrie
En 2011, Georges Malbrunot se rend en Syrie, à l'invitation du régime de Damas. Il y rejoint un voyage organisé par Frédéric Chatillon, y effectue des visites avec Alain Soral, qui publie sur le site de propagande pro-Régime InfoSyrie, et parfois d'autres journalistes, pendant quelques jours, avant de poursuivre seul son séjour à Damas. Des images, dont la véracité est sujette à caution, sont rapportées de ce séjour par une journaliste de France 3, et également diffusées sur les médias de propagande syriens et les différentes antennes de RT. 
Le 2 septembre 2013, peu après l'attaque chimique de la Ghouta, Bachar el-Assad « invite Georges Malbrunot dans une de ses résidences à Damas afin de faire passer un message au public français et l’encourager à ne pas suivre François Hollande », alors prêt à frapper les installations de production d'armes chimiques. Durant le conflit syrien, Georges Malbrunot est l'un des rares journalistes qui gardent accès à Damas, son interview de Bachar el-Assad est, selon L'Obs, « entourée d’une mise en scène syrienne (ce) qui en faisait une gigantesque opération de propagande du régime ». 
Le livre de Georges Malbrunot et Christian Chesnot Les Chemins de Damas, publié en 2014, est une critique de la politique française en Syrie, qui, selon ses auteurs « a totalement sous-estimé la résilience du régime de Damas en misant sur une « théorie des dominos » (la Syrie après la Tunisie et l’Égypte...), et s’est enfermée dans un tête-à-tête avec une opposition décrédibilisée et divisée ». Le livre, selon L'Obs, « ne manque pas d’arguments », mais « ressemble fort à une tentative de réhabilitation du régime syrien, certes répressif et autoritaire, mais qui vaudrait mieux que ses opposants djihadistes qui se sont imposés au fil du temps comme la principale force d’opposition », il est « trop à charge, en se fondant sur des sources in fine favorables à Assad et au statu quo, pour être convaincant ». Selon Le Temps, le livre ne manque pas d'anecdotes savoureuses, mais il présente une thèse, celle de l’échec et de l'égarement de la diplomatie française, or cette thèse « se nourrit d’un biais sous-jacent, celui d’un soulèvement islamisé dès ses prémices », or, selon Le Temps, c'est la « machine de mort et l’inertie que lui a systématiquement opposée la communauté internationale (qui) ont encouragé la radicalisation. Non l’inverse ». Pour le quotidien libanais L'Orient-Le Jour, l'ouvrage est « un véritable document, tant il contient de révélations sur la politique française en Syrie, son cafouillage et ses erreurs, ainsi que ses paris perdants sur une chute imminente du régime syrien ». Denis Bauchard, dans la revue Politique étrangère juge l'ouvrage, « très documenté » soulignant que les deux auteurs sont « sans complaisance pour le régime syrien ». Le livre met en avant, selon Denis Bauchard, une « sous-estimation » de la part des gouvernements français « de la capacité de résilience d’un régime certes minoritaire, mais qui s’appuyait sur un appareil sécuritaire efficace et sans état d’âme ».
En 2016, Cédric Mas, analysant l'émission Un œil sur la planète, écrit que Georges Malbrunot, sur la Syrie, propage une vision similaire à celles d'Alain Chouet et Alain Juillet, et que leurs « propos se rapprochent de la rhétorique du régime syrien ». 
Début 2023, Georges Malbrunot publie un article évoquant un questionnement d'Emmanuel Macron concernant une éventuelle normalisation des relations avec le régime de Bachar el-Assad. Cet article est contesté par Nicolas Tenzer, Jean-Pierre Perrin, Mohamed-Nour Hayed et Marie Peltier. Raphaël Pitti, médecin humanitaire et responsable d'ONG, conteste également cette possibilité et affirme dans un entretien que c'est Georges Malbrunot qui sert la voix de Bachar el-Assad, et ce, depuis des années. L’Élysée dément tout projet de normalisation,,.

### Critiques venant d'Emmanuel Macron
Le 2 septembre 2020, le président de la République Emmanuel Macron reproche au journaliste d'avoir eu un comportement « irresponsable pour la France, irresponsable pour les intéressés ici, et grave d’un point de vue déontologique », en raison d'un article publié dans Le Figaro et relatant un entretien entre le président de la République et Mohammed Raad, le chef du bloc parlementaire du Hezbollah. Le journaliste s'est dit « surpris par la virulence de cette attaque ». Pour L'Obs, la scène est « surréaliste ». Le magazine juge « impossible de ne pas y voir une pression évidente, en tout cas un message tacite envoyé à l’ensemble des médias, une forme très désagréable, et c’est un euphémisme, d’intimidation ». Maya Khadra considère l'échange qui s'est déroulé entre Emmanuel Macron et Georges Malbrunot comme « très révélateur du dénigrement, du mépris qu’a le président Macron à l’égard de toute forme de presse qui défie le système et qui défie même la personne du président ».

### Rémunération par une société écran
Les droits de traduction du livre Qatars Papers, publié en 2019, sont achetés par Countries Reports Publishing, une société-écran, dont les auteurs, Georges Malbrunot et Christian Chesnot soupçonnaient que les fonds viennent des Émirats arabes unis. Selon Georges Malbrunot, que les informations contenues dans leur livre, défavorables envers le Qatar — qui proviennent de documents fuités lui ayant été envoyés — « soient instrumentalisées par les Émirats », pays ennemi du Qatar, serait « de bonne guerre ». Mediapart, qui révèle en 2023 la stratégie d'influence des Émirats arabes unis via cette société-écran, questionne cependant le problème déontologique posé par le fait que les « deux journalistes ont touché personnellement, en tant qu'auteurs d'un livre critiquant le Qatar », des fonds qu'ils soupçonnaient de venir des Émirats.

### Diffusion d'image de femmes filmées en Iran
En juin 2023, alors que l'Iran connaît une révolte sans précédent après la mort de Mahsa Amini survenue en septembre 2022, Georges Malbrunot se rend dans un café de Téhéran où il filme les visages des personnes présentes, dont des femmes sans voile, alors que le port du hijab est obligatoire et la répression sévère dans le pays. Il poste sur Twitter sa vidéo de l'intérieur du café, localisable, sans flouter les visages des personnes identifiables. Peu après, les bassidji, des miliciens du régime iranien, qui évoquent la sortie de la vidéo, font une descente dans le café, frappent et arrêtent de nombreuses personnes présentes avant de fermer l'établissement. Selon plusieurs sources, cette vidéo a certainement contribué à mettre en danger ces personnes.

## Procédure judiciaire
En septembre 2018, Georges Malbrunot et Christian Chesnot sont condamnés en diffamation par le tribunal correctionnel de Paris, pour avoir accusé dans leur ouvrage Nos très chers émirs la sénatrice Nathalie Goulet d'avoir été rémunérée par le Qatar,,.

## Publications

### Auteur
- 2002 : Des pierres aux fusils : les secrets de l'Intifada, éd. Flammarion  (ISBN 2-08-068330-6) (BNF 38848309)
- 2009 : Le nouvel Irak : un pays sans État   (compilation d'articles de l'auteur, préface de Philippe Rondot), éd. du Cygne  (ISBN 978-2-84924-111-0) (BNF 41463509)

### Coauteur
- 2003 : L'Irak de Saddam Hussein : portrait total (coécrit avec Christian Chesnot), éd. 1  (ISBN 2-84612-108-7) (BNF 38945463)
- 2003 : Les années Saddam : révélations exclusives (auteur Saman Abdul Majid, avec la collaboration de Christian Chesnot et Georges Malbrunot), éd. Fayard  (ISBN 2-213-61751-1) (BNF 39086606)
- 2005 : Mémoires d'otages : notre contre-enquête (coécrit avec Christian Chesnot)
  - Première édition : éd. Calmann-Lévy  (ISBN 2-7021-3597-8) (BNF 39969320)
  - Réédition au format poche : éd. J'ai lu  (ISBN 2-290-35005-2) ou  (ISBN 978-2-290-35005-8) (BNF 40087621)
- 2008 : Les révolutionnaires ne meurent jamais : conversations avec Georges Malbrunot (auteur Georges Habache), éd. Fayard, coll. « Témoignages pour l'histoire »  (ISBN 978-2-213-63091-5) (BNF 41193777)
- 2010 : Dans l'ombre de Ben Laden : révélations de son garde du corps repenti  (auteur Nasser Al-Bahri), éd. Michel Lafon  (ISBN 978-2-7499-1197-7) (BNF 42187134)
- 2013 : Qatar, les secrets du coffre-fort (coauteur Christian Chesnot), éd. Michel Lafon.
- 2017 : avec Christian Chesnot, Nos très chers émirs, Paris, Lafon, 20 octobre 2016 (ISBN 978-2-7499-2487-8)
- 2019 : Qatar papers : Comment l'émirat finance l'islam de France et d'Europe (avec Christian Chesnot), Lafon[31]
- 2022 : avec Christian Chesnot, Le déclassement français : Elysée, Quai d'Orsay, DGSE : les secrets d'une guerre d'influence stratégique, M. Lafon.
- 2024 : avec Christian Chesnot, MBS confidentiel, M. Lafon.